# Hypogastrura oregonensis
Hypogastrura oregonensis är en urinsektsart som beskrevs av Riozo Yosii 1960. Hypogastrura oregonensis ingår i släktet Hypogastrura och familjen Hypogastruridae. Inga underarter finns listade i Catalogue of Life.